# 荻窪站

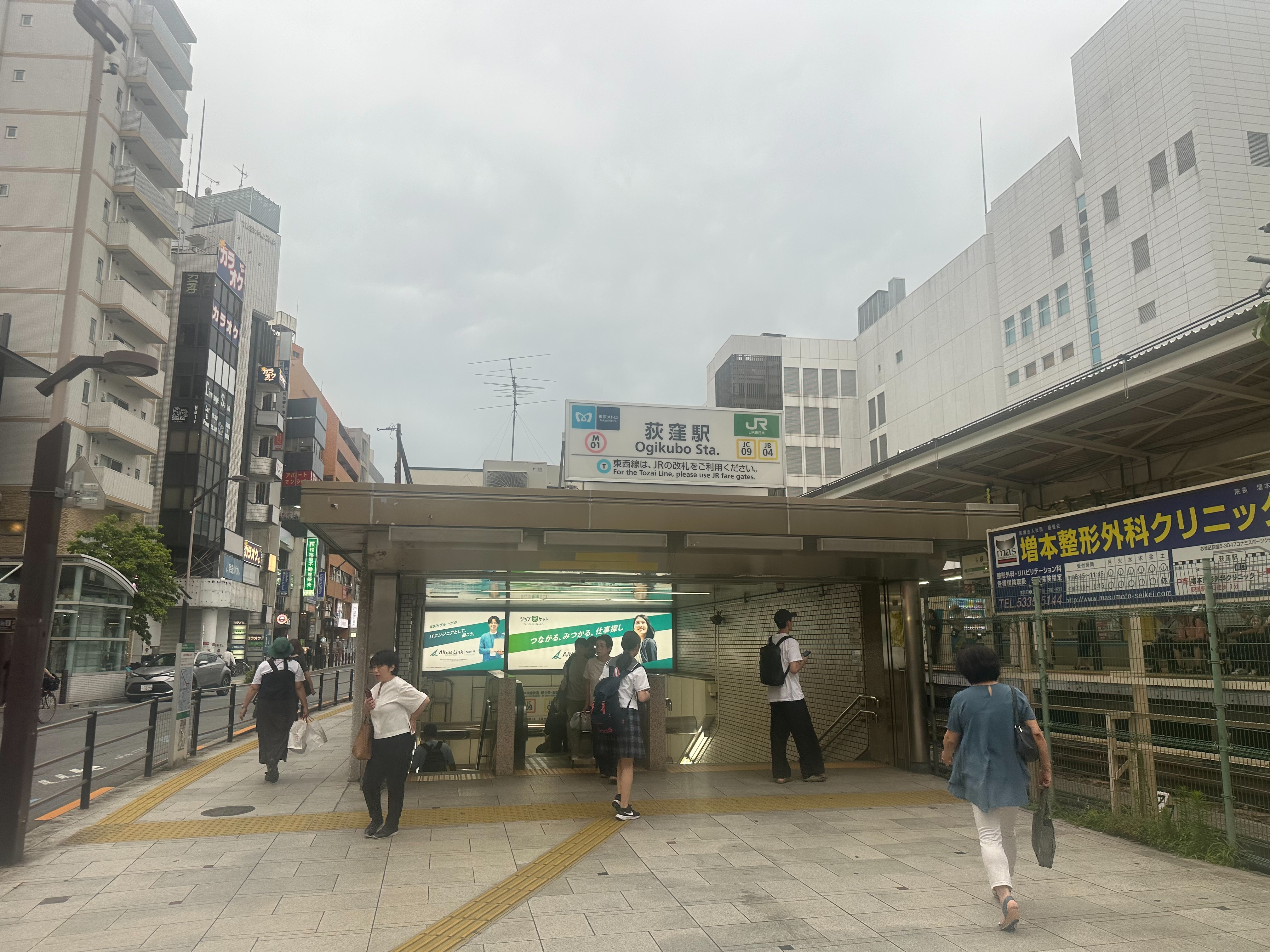
南口（2024年7月）

荻窪站（日语：／ Ogikubo eki */?）是位於日本東京都杉並區，屬於東日本旅客鐵道（JR東日本）、東京地下鐵的鐵路車站，也是兩者在杉並區內使用人數最多的車站。JR東日本站體位於上荻一丁目，東京地下鐵站體位於荻窪五丁目。

## 停靠路線
本站有JR東日本中央本線及東京地下鐵丸之內線停靠本站。JR東日本中央本線的運行系統分為急行線的中央線快速、緩行線的中央·總武線各站停車2個系統。依據特定都區市內制度，本站屬於「東京都區內」。車站編號方面，中央線快速與中央、總武線各站停車分別為「JC 09」、「JB 04」。
東京地下鐵丸之內線以本站為終點站，車站編號為「M 01」。過去曾有東京都交通局都電杉並線停站，但在丸之內線開通後的1963年廢止。

## 历史

### JR東日本
- 1891年（明治24年）12月21日：甲武鐵道（現在的中央本線）車站開業。出入口僅有現在的南口。
- 1906年（明治39年）10月1日：甲武鐵道國有化（日语：鉄道国有法）。
- 1909年（明治42年）
  - 3月16日：中野站至吉祥寺站間複線化。
  - 10月12日：制定路線名稱，屬於中央東線（1911年起改為中央本線）。
- 1919年（大正8年）3月1日：中野站至吉祥寺站路段電氣化。
- 1927年（昭和2年）：新設北口。南口與北口以陸橋連通。
- 1932年（昭和7年）7月1日：中央線、總武線開始直通運行。
- 1949年（昭和24年）6月1日：日本國有鐵道成立。
- 1960年（昭和35年）：車站西側設置行人用南北天橋。
- 1962年（昭和37年）左右：車站高架化擱置。
- 1963年（昭和38年）：東剪票口側地下大廳（南北自由通道）完成。
- 1966年（昭和41年）
  - 4月3日：中野站至荻窪站間複複線化，廢除大平交道（舊青梅街道與中央線交會的平交道）。
  - 4月28日：營團地下鐵東西線中野站至本站直通運行。中央·總武緩行線延伸至荻窪。快速假日開始運行。
- 1969年（昭和44年）4月8日：中央·總武緩行線與營團地下鐵東西線直通電車的運行路段延長至三鷹站。
- 1974年（昭和49年）10月1日：停辦貨物業務。
- 1987年（昭和62年）4月1日：國鐵分割民營化，由JR東日本繼承。
- 1990年（平成2年）：北口設置上行電扶梯。
- 2001年（平成13年）11月18日：IC卡「Suica」啟用。
- 2004年（平成16年）：東剪票口側地下大廳新設南口b。西口天橋南側新設跨越區道的聯絡橋[1]。
- 2006年（平成18年）7月1日：中央快速線月台的新宿側階梯關閉，開始進行電梯、下行電扶梯設置工程。
- 2007年（平成19年）
  - 2月11日：中央·總武緩行線月台設置電扶梯。
  - 3月：中央·總武緩行線月台的新宿側階梯關閉，開始進行下行電扶梯設置工程。
  - 3月22日：北口、中央快速線月台設置電梯。
- 2011年（平成23年）3月：北口站前廣場整備完畢[1]。

### 東京地下鐵
- 1962年（昭和37年）1月23日：營團地下鐵荻窪線開業。
- 1972年（昭和47年）4月1日：荻窪線統一名稱為丸之內線。
- 1999年（平成11年）3月：丸之內線荻窪站月台東剪票口側設置電扶梯。
- 2004年（平成16年）4月1日：營團地下鐵民營化，為東京地下鐵車站。
- 2006年（平成18年）4月28日：丸之內線全線設置月台門。
- 2007年（平成19年）3月18日：IC卡「PASMO」啟用。
- 2011年（平成23年）10月14日：定期券售票處結束營業。

### 都電（廢除）
- 1921年（大正10年）8月26日：西武軌道新宿軌道線駛入南口（淀橋至荻窪間、同西武軌道線）。
- 1942年（昭和17年）2月1日：新宿軌道線委託東京市電氣局（新宿站前至荻窪站前）營運。
- 1951年（昭和26年）4月5日：東京都交通局向西武鐵道收購新宿軌道線，改稱都電杉並線（日语：都電杉並線）。
- 1956年（昭和31年）：荻窪站前站改至中央線荻窪站北口側。
- 1963年（昭和38年）12月1日：因與地下鐵荻窪線（現丸之內線）競爭，都電杉並線廢除。

## 車站構造

### JR東日本
本站是島式月台2面4線地面車站。
剪票口有新宿側的東剪票口與三鷹側的西口剪票口。新宿側在地下，剪票口前地下通道南北兩側皆有出入口。另外，三鷹側剪票口位於跨站式站房內，南北兩側一樣有出入口。車站南側線路旁有區道（都市計畫道路補助131號線）通過，南口及西口南側出入口在區道車站側與區道對面皆有通道。
JR東日本將新宿側的北側出入口稱為北口，南側出入口稱為南口，三鷹側剪票口稱為西口剪票口，一般北側及南側都稱作西口。新宿側出入口有時有統稱為東口。
各剪票口與各月台之間設有樓梯與電扶梯，東剪票口與各月台之間有雙向電扶梯。另外，北口及南口與剪票口之間設有電梯與上行電扶梯，西口北側有電扶梯。另外，新宿側地下通道連結丸之內線東端剪票口，藉由丸之內線的東西向地下通道可至丸之內線其他剪票口與JR的西口出入口。經由丸之內線地下通道可至車站南側的丸之內線西口電梯。

#### 月台配置
| 月台 | 路線                         | 方向 | 目的地                           |
| ---- | ---------------------------- | ---- | -------------------------------- |
| 1    | 中央·總武線（各站停車）      | 西行 | 三鷹方向                         |
| 2    | 中央·總武線（各站停車）      | 東行 | 新宿、千葉、東京地下鐵東西線方向 |
| 3    | 中央線（快速） ※只限平日停靠 | 下行 | 立川、八王子、高尾方向           |
| 4    | 中央線（快速） ※只限平日停靠 | 上行 | 中野、新宿、東京方向             |

（來源：JR東日本:車站構內圖 （页面存档备份，存于））
- 早晨、深夜運行的東京站起訖各站停車在1、2號線月台發車。深夜下行往武藏小金井、立川、八王子、高尾方向在1、3號線發車，需注意顯示器的乘車資訊。
- 平日的中央線下行快速（3號線發車）到終點站為止是以「各站停車」行駛。
- JR中央線將於2020年度在快速電車導入兩輛2層綠色車輛，成為12輛編組。因此快速電車停靠的3、4號線今後將進行月台延長工程因應[5]。

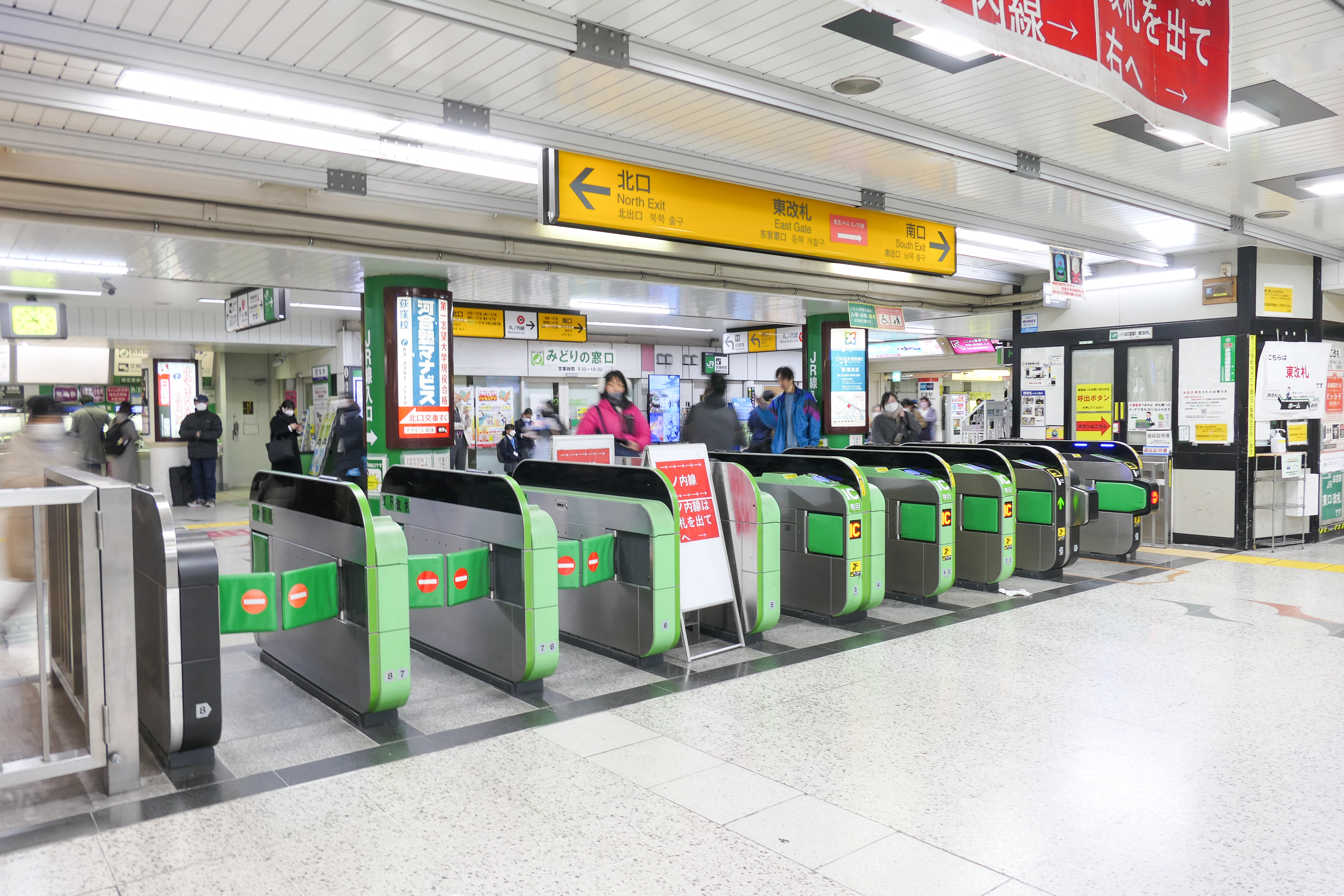
東驗票口（2022年12月）
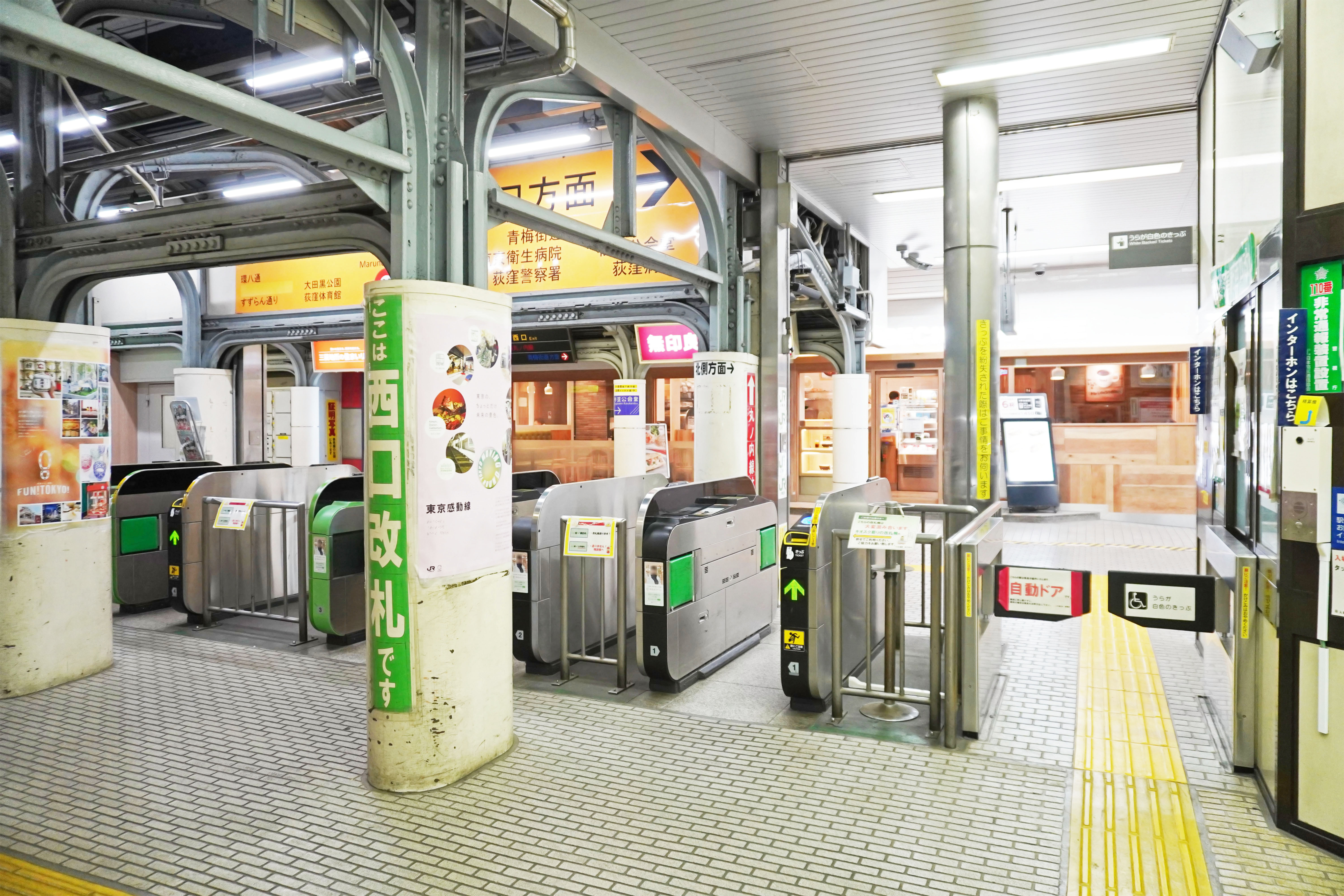
西驗票口（2024年1月）
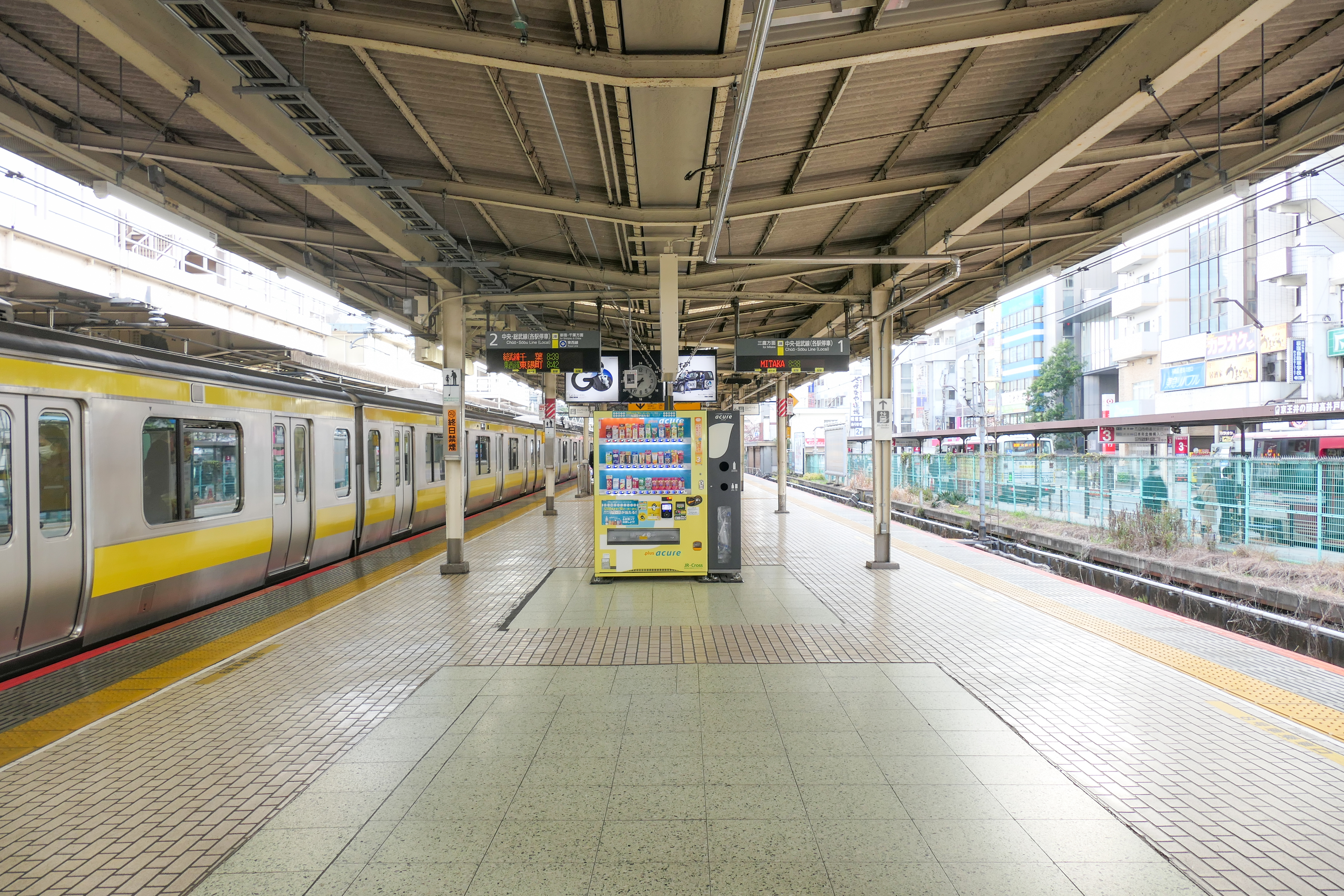
中央·總武線的1號與2號月台（2022年12月）
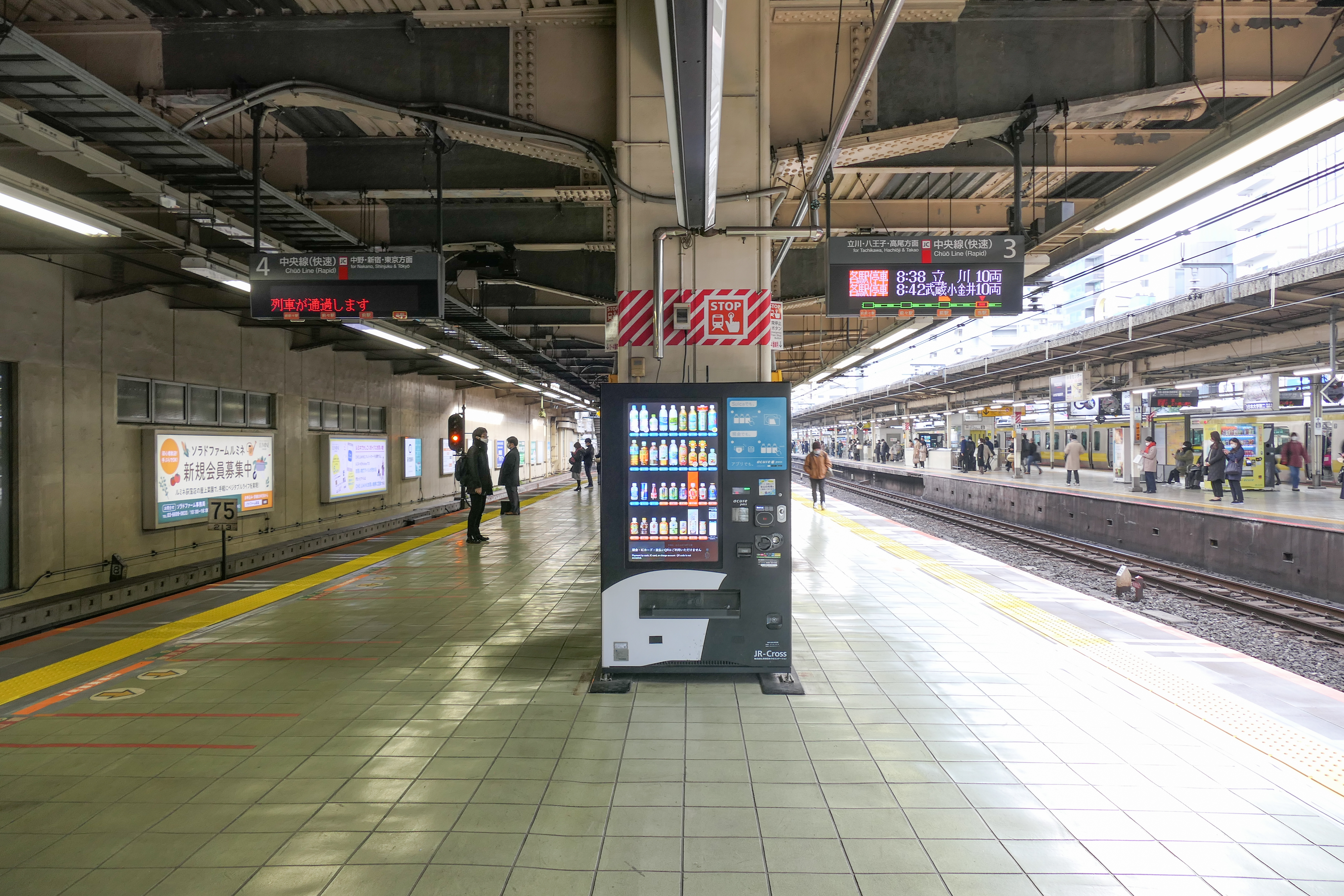
中央快速線的3號與4號月台（2022年12月）

### 東京地下鐵
1面2線的島式月台的地下車站。車站的看板除了JR、丸之內線、還有東西線的藍色圓形標誌。
1面2線的島式月台的地下車站。剪票口分別在月台東端、西端、月台中央西側3處。月台與東端剪票口之間設有樓梯與雙向電扶梯，西端剪票口設有樓梯，中央西側剪票口則設有電梯。
東端剪票口面對JR站的地下通道，可通往北口、南口、荻窪Lumine。西端剪票口鄰近西口。東端側的JR站地下通道與西口之間有東西向地下通道連結，連通東西出入口與各剪票口。東端剪票口側的北口、南口有與JR站共用的樓梯、電梯、上行電扶梯，西口則有樓梯、電梯。西口電梯連通JR站西口南側。
東端剪票口的車站看板上有過去JR標誌與丸之內線及東西線顏色（藍色圓標○）。這是因為東西線與中央、總武緩行線相互直通運轉，要搭乘該線時須經由JR中央線而加上。東西線直通的連絡乘車券發售與電車的發車月台都在JR。
過去東端剪票口西側有定期券售票處，在自動售票機可購入定期券後，於2011年10月14日關閉。

#### 月台配置
| 月台 | 路線     | 目的地               |
| ---- | -------- | -------------------- |
| 1、2 | 丸之內線 | 新宿、銀座、池袋方向 |

（來源：東京地下鐵:構內圖 （页面存档备份，存于））
- 車站西側有橫渡線與2條留置線，用來夜間放置車輛（留置線2列，站內1列）。

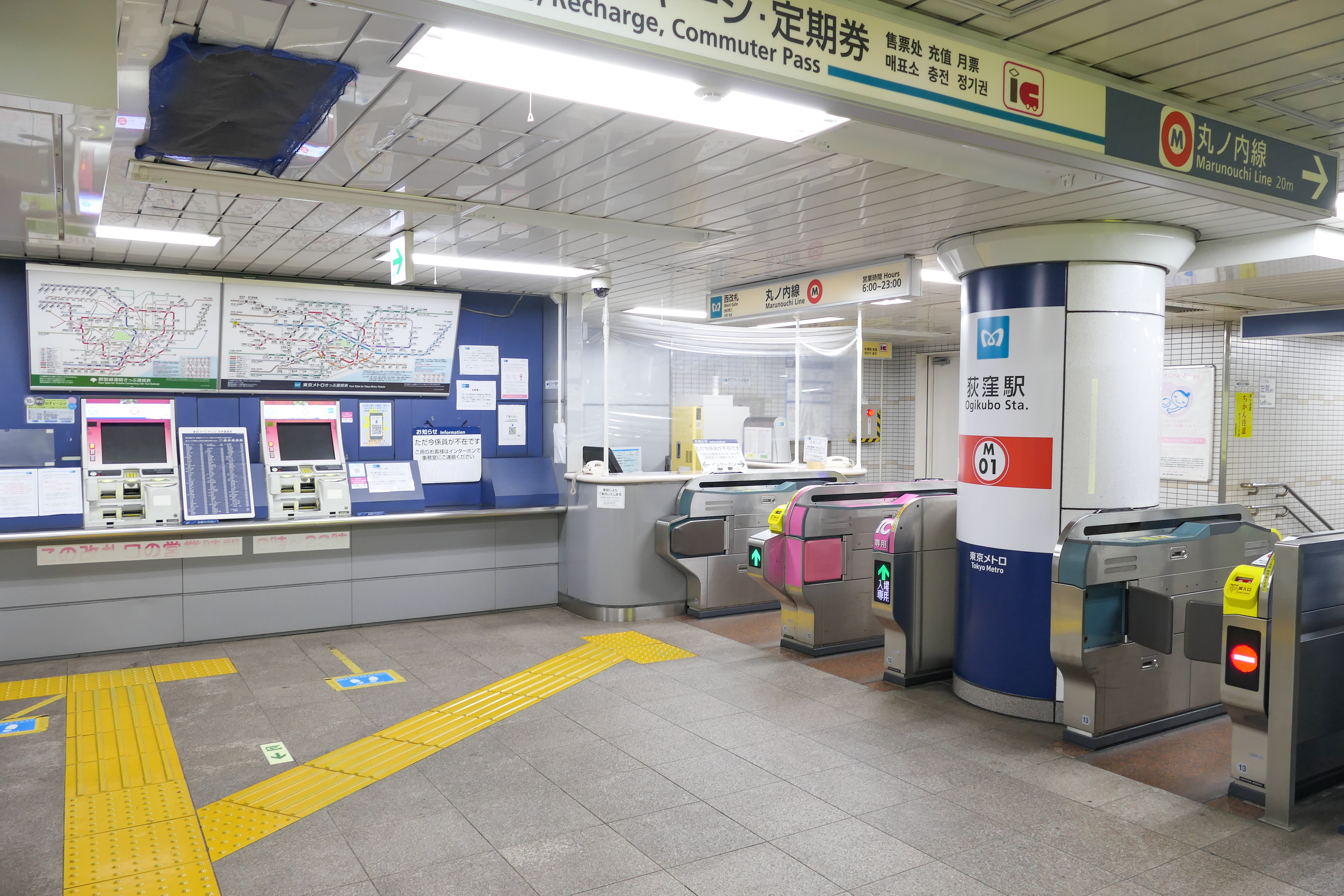
西驗票口（2023年8月）
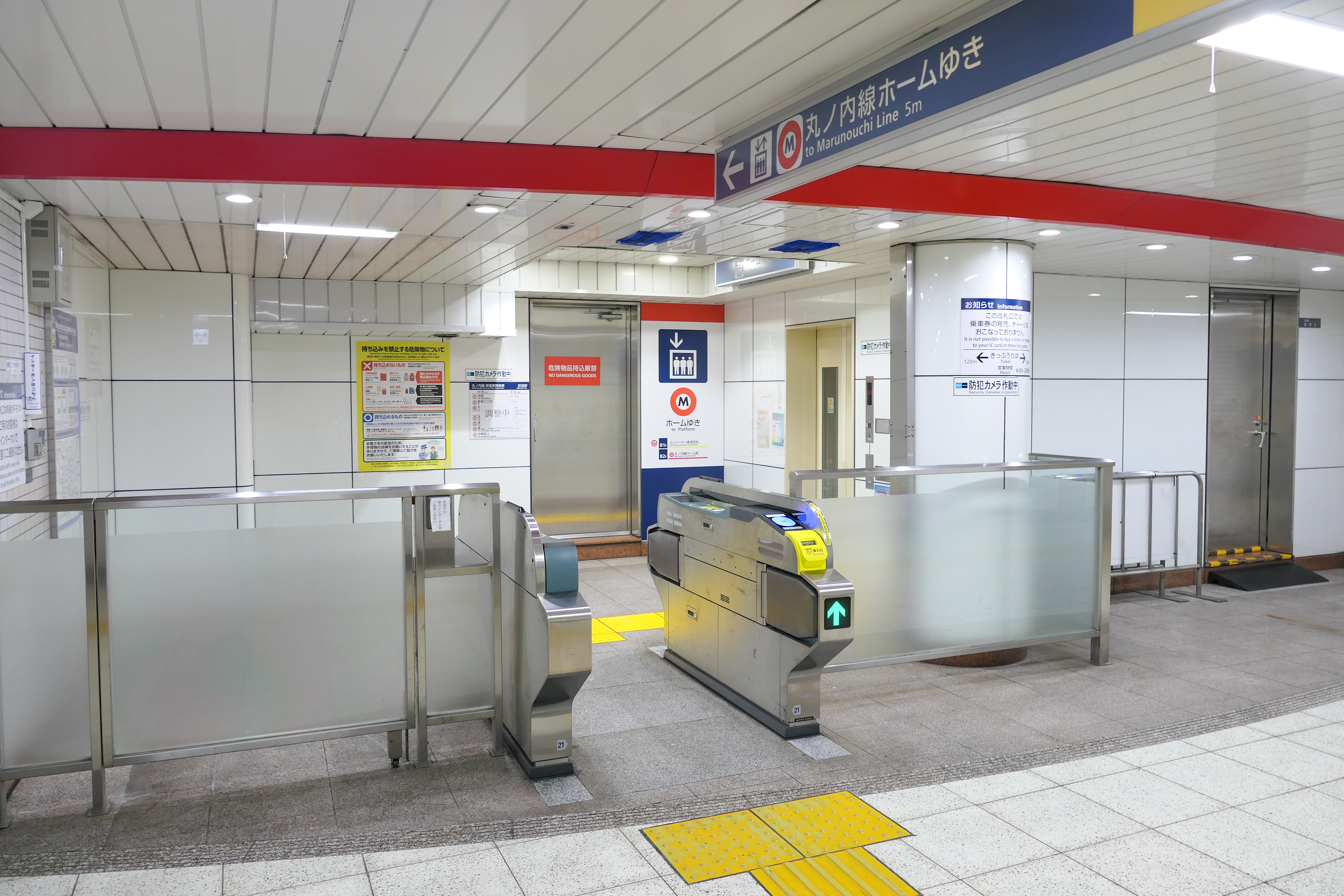
電梯專用驗票口（2023年8月）
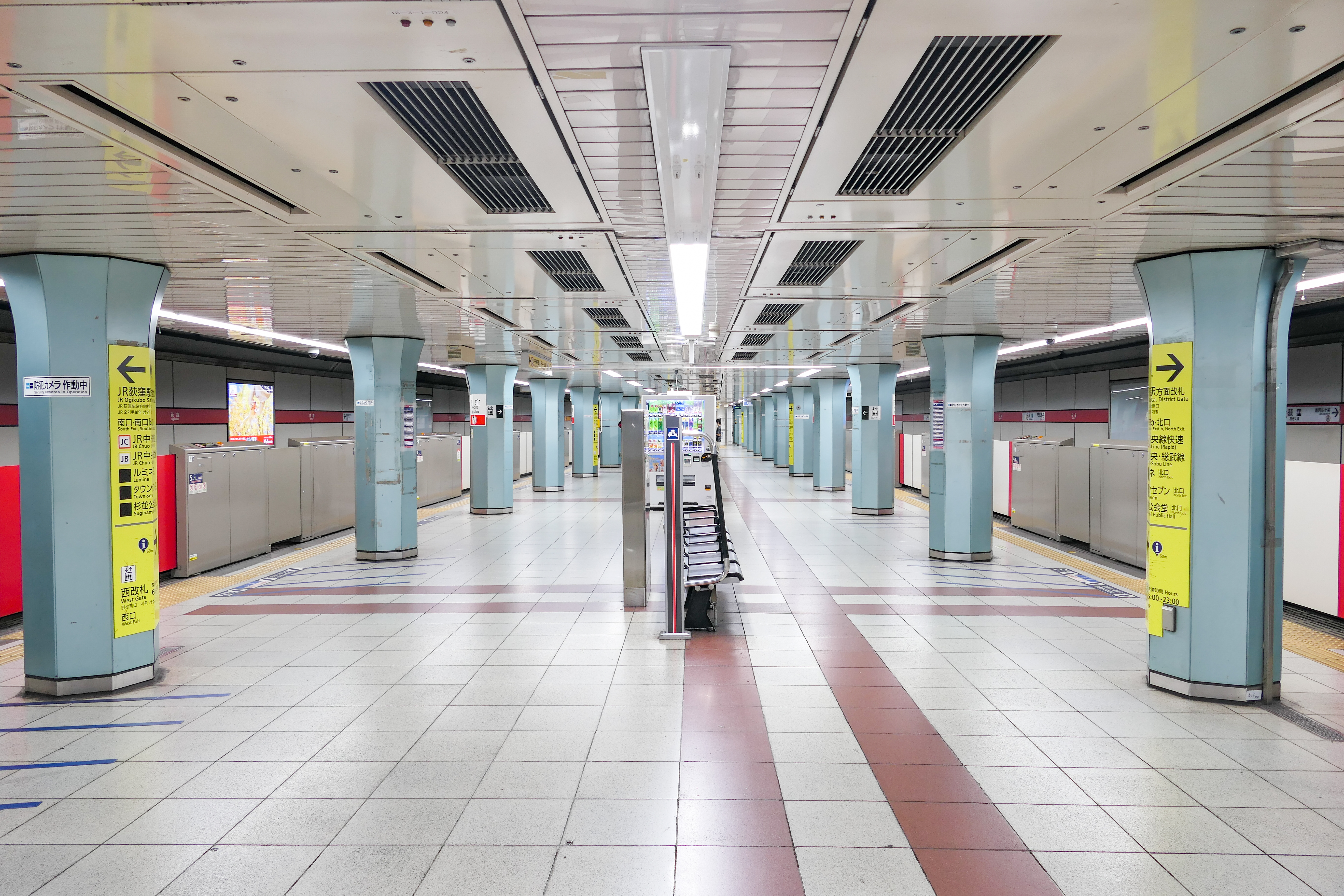
1號與2號月台（2023年8月）

## 利用狀況
- JR東日本 - 2019年度1日平均上車人次為90,814人[使用人數 1]。
JR東日本內次於仙台站排行第50位，高於中央本線特急停靠站八王子站。
- 東京地下鐵 - 2017年度1日平均上下車人次為88,478人[使用人數 2]。
東京地下鐵全部130個車站當中排行第48位。

### 各年度1日平均上下車人次
近年1日平均上下車人次推移如下表（JR除外）。
| 年度               | 營團 / 東京地下鐵  | 營團 / 東京地下鐵 |
| 年度               | 1日平均 上下車人次 | 增長率            |
| ------------------ | ------------------ | ----------------- |
| 1995年（平成07年） | 66,010             |                   |
| 1996年（平成08年） | 66,595             | 0.9%              |
| 1997年（平成09年） | 67,675             | 1.6%              |
| 1998年（平成10年） | 67,596             | −0.1%             |
| 1999年（平成11年） | 67,381             | −0.3%             |
| 2000年（平成12年） | 67,344             | −0.1%             |
| 2001年（平成13年） | 67,373             | 0.0%              |
| 2002年（平成14年） | 66,819             | −0.8%             |
| 2003年（平成15年） | 66,828             | 0.0%              |
| 2004年（平成16年） | 65,822             | −1.5%             |
| 2005年（平成17年） | 66,154             | 0.5%              |
| 2006年（平成18年） | 66,869             | 1.1%              |
| 2007年（平成19年） | 68,658             | 2.7%              |
| 2008年（平成20年） | 70,305             | 2.4%              |
| 2009年（平成21年） | 69,431             | −1.2%             |
| 2010年（平成22年） | 70,299             | 1.3%              |
| 2011年（平成23年） | 69,792             | −0.7%             |
| 2012年（平成24年） | 73,576             | 5.4%              |
| 2013年（平成25年） | 78,484             | 6.7%              |
| 2014年（平成26年） | 79,771             | 1.6%              |
| 2015年（平成27年） | 83,029             | 4.1%              |
| 2016年（平成28年） | 85,471             | 2.9%              |
| 2017年（平成29年） | 88,478             | 3.5%              |
| 2018年（平成30年） | 91,823             | 3.8%              |

### 各年度1日平均上車人次（1890年代－1930年代）
各年度1日平均上車人次推移如下表。
| 年度               | 甲武鐵道 / 國鐵 | 來源              |
| ------------------ | --------------- | ----------------- |
| 1891年（明治24年） | 207             | [ 東京府統計 1 ]  |
| 1893年（明治26年） | 65              | [ 東京府統計 2 ]  |
| 1895年（明治28年） | 100             | [ 東京府統計 3 ]  |
| 1896年（明治29年） | 120             | [ 東京府統計 4 ]  |
| 1897年（明治30年） | 150             | [ 東京府統計 5 ]  |
| 1898年（明治31年） | 185             | [ 東京府統計 6 ]  |
| 1899年（明治32年） | 182             | [ 東京府統計 7 ]  |
| 1900年（明治33年） | 154             | [ 東京府統計 8 ]  |
| 1901年（明治34年） | 144             | [ 東京府統計 9 ]  |
| 1902年（明治35年） | 134             | [ 東京府統計 10 ] |
| 1903年（明治36年） | 136             | [ 東京府統計 11 ] |
| 1904年（明治37年） | 136             | [ 東京府統計 12 ] |
| 1905年（明治38年） | 129             | [ 東京府統計 13 ] |
| 1907年（明治40年） | 141             | [ 東京府統計 14 ] |
| 1908年（明治41年） | 135             | [ 東京府統計 15 ] |
| 1909年（明治42年） | 141             | [ 東京府統計 16 ] |
| 1911年（明治44年） | 172             | [ 東京府統計 17 ] |
| 1912年（大正元年） | 189             | [ 東京府統計 18 ] |
| 1913年（大正02年） | 196             | [ 東京府統計 19 ] |
| 1914年（大正03年） | 197             | [ 東京府統計 20 ] |
| 1915年（大正04年） | 196             | [ 東京府統計 21 ] |
| 1916年（大正05年） | 208             | [ 東京府統計 22 ] |
| 1919年（大正08年） | 462             | [ 東京府統計 23 ] |
| 1920年（大正09年） | 529             | [ 東京府統計 24 ] |
| 1922年（大正11年） | 930             | [ 東京府統計 25 ] |
| 1923年（大正12年） | 1,215           | [ 東京府統計 26 ] |
| 1924年（大正13年） | 2,086           | [ 東京府統計 27 ] |
| 1925年（大正14年） | 2,838           | [ 東京府統計 28 ] |
| 1926年（昭和元年） | 3,518           | [ 東京府統計 29 ] |
| 1927年（昭和02年） | 4,481           | [ 東京府統計 30 ] |
| 1928年（昭和03年） | 5,603           | [ 東京府統計 31 ] |
| 1929年（昭和04年） | 6,577           | [ 東京府統計 32 ] |
| 1930年（昭和05年） | 6,888           | [ 東京府統計 33 ] |
| 1931年（昭和06年） | 7,448           | [ 東京府統計 34 ] |
| 1932年（昭和07年） | 8,056           | [ 東京府統計 35 ] |
| 1933年（昭和08年） | 8,907           | [ 東京府統計 36 ] |
| 1934年（昭和09年） | 9,896           | [ 東京府統計 37 ] |
| 1935年（昭和10年） | 11,151          | [ 東京府統計 38 ] |

### 各年度1日平均上車人次（1953年－2000年）
| 年度               | 國鐵 / JR東日本 | 營團   | 來源              |
| ------------------ | --------------- | ------ | ----------------- |
| 1953年（昭和28年） | 39,644          | 未開業 | [ 東京都統計 1 ]  |
| 1954年（昭和29年） | 41,843          | 未開業 | [ 東京都統計 2 ]  |
| 1955年（昭和30年） | 44,356          | 未開業 | [ 東京都統計 3 ]  |
| 1956年（昭和31年） | 46,985          | 未開業 | [ 東京都統計 4 ]  |
| 1957年（昭和32年） | 49,733          | 未開業 | [ 東京都統計 5 ]  |
| 1958年（昭和33年） | 52,747          | 未開業 | [ 東京都統計 6 ]  |
| 1959年（昭和34年） | 56,772          | 未開業 | [ 東京都統計 7 ]  |
| 1960年（昭和35年） | 62,050          | 未開業 | [ 東京都統計 8 ]  |
| 1961年（昭和36年） | 64,987          | 19,988 | [ 東京都統計 9 ]  |
| 1962年（昭和37年） | 64,208          | 20,148 | [ 東京都統計 10 ] |
| 1963年（昭和38年） | 70,071          | 26,742 | [ 東京都統計 11 ] |
| 1964年（昭和39年） | 74,911          | 33,835 | [ 東京都統計 12 ] |
| 1965年（昭和40年） | 77,046          | 33,700 | [ 東京都統計 13 ] |
| 1966年（昭和41年） | 82,100          | 35,188 | [ 東京都統計 14 ] |
| 1967年（昭和42年） | 84,276          | 34,019 | [ 東京都統計 15 ] |
| 1968年（昭和43年） | 85,979          | 34,897 | [ 東京都統計 16 ] |
| 1969年（昭和44年） | 80,553          | 37,228 | [ 東京都統計 17 ] |
| 1970年（昭和45年） | 79,833          | 37,318 | [ 東京都統計 18 ] |
| 1971年（昭和46年） | 81,055          | 37,809 | [ 東京都統計 19 ] |
| 1972年（昭和47年） | 79,000          | 36,978 | [ 東京都統計 20 ] |
| 1973年（昭和48年） | 80,137          | 35,644 | [ 東京都統計 21 ] |
| 1974年（昭和49年） | 80,337          | 35,345 | [ 東京都統計 22 ] |
| 1975年（昭和50年） | 78,932          | 34,311 | [ 東京都統計 23 ] |
| 1976年（昭和51年） | 80,019          | 34,170 | [ 東京都統計 24 ] |
| 1977年（昭和52年） | 77,564          | 34,364 | [ 東京都統計 25 ] |
| 1978年（昭和53年） | 76,844          | 32,249 | [ 東京都統計 26 ] |
| 1979年（昭和54年） | 68,096          | 32,574 | [ 東京都統計 27 ] |
| 1980年（昭和55年） | 64,570          | 33,373 | [ 東京都統計 28 ] |
| 1981年（昭和56年） | 67,942          | 34,707 | [ 東京都統計 29 ] |
| 1982年（昭和57年） | 71,625          | 35,981 | [ 東京都統計 30 ] |
| 1983年（昭和58年） | 72,186          | 36,951 | [ 東京都統計 31 ] |
| 1984年（昭和59年） | 72,884          | 37,167 | [ 東京都統計 32 ] |
| 1985年（昭和60年） | 73,216          | 37,195 | [ 東京都統計 33 ] |
| 1986年（昭和61年） | 75,885          | 37,797 | [ 東京都統計 34 ] |
| 1987年（昭和62年） | 75,514          | 37,593 | [ 東京都統計 35 ] |
| 1988年（昭和63年） | 77,518          | 37,978 | [ 東京都統計 36 ] |
| 1989年（平成元年） | 78,674          | 37,380 | [ 東京都統計 37 ] |
| 1990年（平成02年） | 80,762          | 36,614 | [ 東京都統計 38 ] |
| 1991年（平成03年） | 82,689          | 36,328 | [ 東京都統計 39 ] |
| 1992年（平成04年） | 84,197          | 36,093 | [ 東京都統計 40 ] |
| 1993年（平成05年） | 84,274          | 35,485 | [ 東京都統計 41 ] |
| 1994年（平成06年） | 83,110          | 35,011 | [ 東京都統計 42 ] |
| 1995年（平成07年） | 82,601          | 33,440 | [ 東京都統計 43 ] |
| 1996年（平成08年） | 84,052          | 33,602 | [ 東京都統計 44 ] |
| 1997年（平成09年） | 83,451          | 33,777 | [ 東京都統計 45 ] |
| 1998年（平成10年） | 82,359          | 33,707 | [ 東京都統計 46 ] |
| 1999年（平成11年） | 82,426          | 33,638 | [ 東京都統計 47 ] |
| 2000年（平成12年） | 82,768          | 33,722 | [ 東京都統計 48 ] |

### 各年度1日平均上車人次（2001年以後）
近年1日平均上車人次推移如下表。
| 年度               | JR東日本 | 營團 / 東京地下鐵 | 來源              |
| ------------------ | -------- | ----------------- | ----------------- |
| 2001年（平成13年） | 82,844   | 33,901            | [ 東京都統計 49 ] |
| 2002年（平成14年） | 82,849   | 33,451            | [ 東京都統計 50 ] |
| 2003年（平成15年） | 82,953   | 33,470            | [ 東京都統計 51 ] |
| 2004年（平成16年） | 82,951   | 33,386            | [ 東京都統計 52 ] |
| 2005年（平成17年） | 83,095   | 33,452            | [ 東京都統計 53 ] |
| 2006年（平成18年） | 84,436   | 33,795            | [ 東京都統計 54 ] |
| 2007年（平成19年） | 86,644   | 34,508            | [ 東京都統計 55 ] |
| 2008年（平成20年） | 86,838   | 35,185            | [ 東京都統計 56 ] |
| 2009年（平成21年） | 85,323   | 34,813            | [ 東京都統計 57 ] |
| 2010年（平成22年） | 85,093   | 35,219            | [ 東京都統計 58 ] |
| 2011年（平成23年） | 83,299   | 34,970            | [ 東京都統計 59 ] |
| 2012年（平成24年） | 85,167   | 36,830            | [ 東京都統計 60 ] |
| 2013年（平成25年） | 86,032   | 39,307            | [ 東京都統計 61 ] |
| 2014年（平成26年） | 85,938   | 39,879            | [ 東京都統計 62 ] |
| 2015年（平成27年） | 87,473   | 41,522            | [ 東京都統計 63 ] |
| 2016年（平成28年） | 88,288   | 42,734            | [ 東京都統計 64 ] |
| 2017年（平成29年） | 89,491   | 44,266            | [ 東京都統計 65 ] |
| 2018年（平成30年） | 90,715   | 45,973            | [ 東京都統計 66 ] |
| 2019年（令和元年） | 90,814   |                   |                   |

備註
1. ↑  1891年12月21日開業。開業日から翌年3月31日までの計102日間を集計したデータ。
2. ↑  1961年1月23日開業。開業日から同年3月31日までの計68日間を集計したデータ。

## 車站周邊
荻窪在大正至昭和初期是東京近郊的別墅地，有「西鎌倉、東荻窪」之稱，是許多文化人居住的閑靜住宅區，而站前周邊則是東京知名的拉麵（荻窪拉麵）店激戰地。

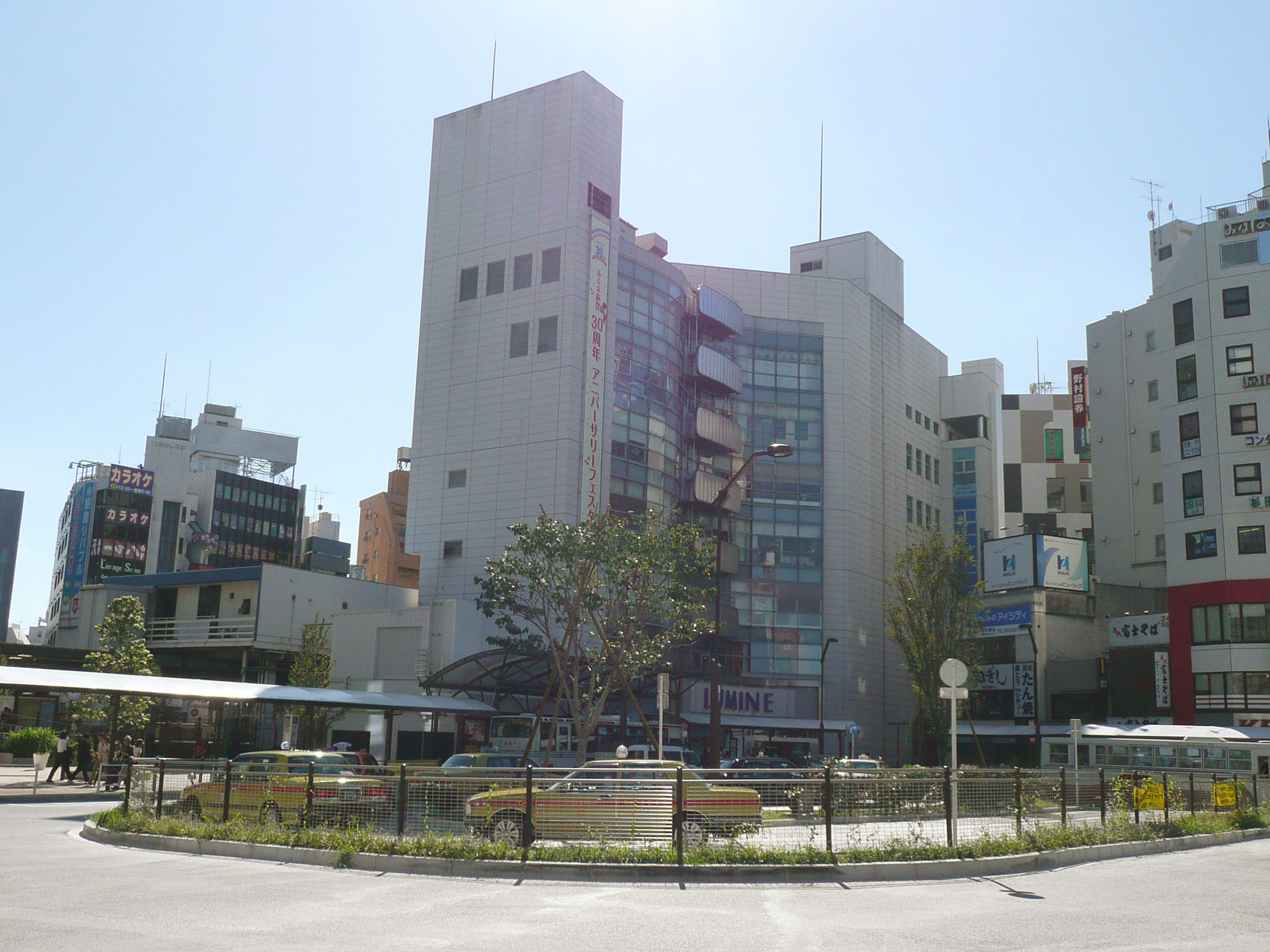
北口圓環（2011年9月18日）
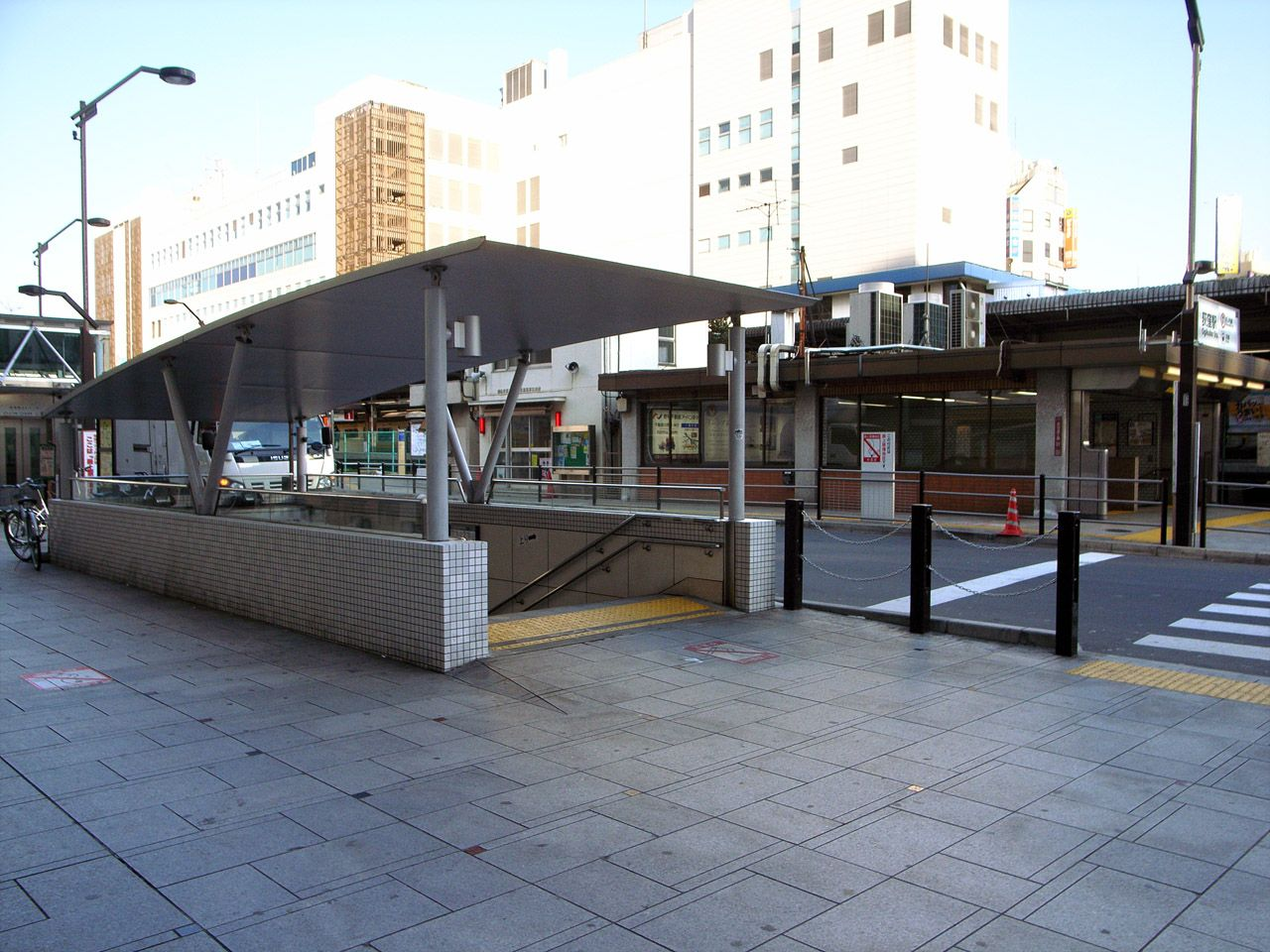
南口（2008年2月24日） 前方是南口b，道路對向（線路側）是南口。
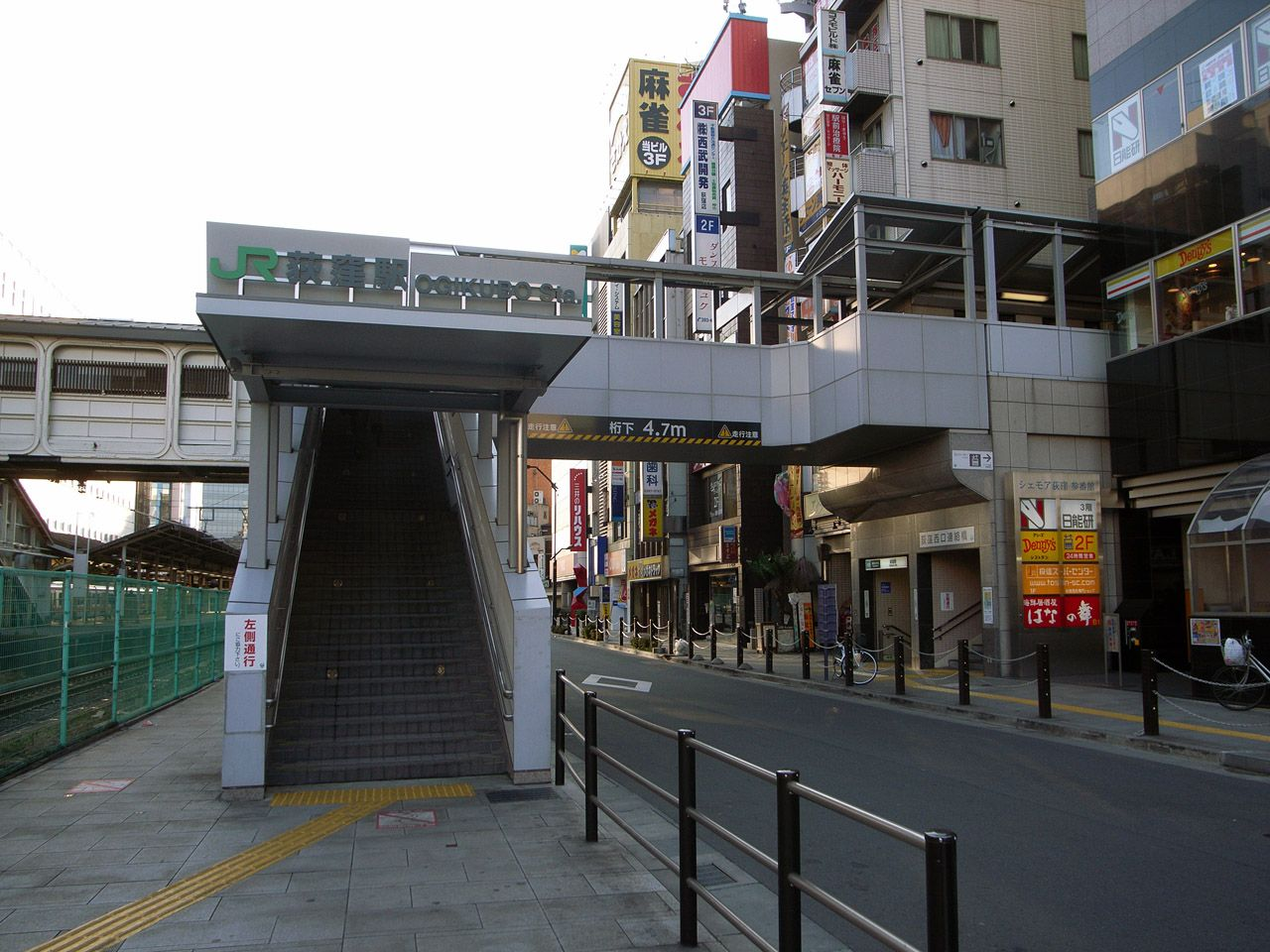
西口南側（2008年2月24日） 右手邊樓梯通往丸之內線荻窪站。

### 北口
- Lumine荻窪店
- 荻窪Town Seven（日语：荻窪タウンセブン）
  - 西友荻窪店
  - 西友荻窪郵便局

以上設施在西口側亦有入口。東剪票口外可直通Lumine地下1樓。
- Integral Tower（インテグラルタワー）
  - 杉並區役所（日语：杉並区役所）荻窪區民事務所 - 2樓[9]。
  - 杉並區產業振興中心 - 2樓[10]。
- 三井住友銀行荻窪支店
- 瑞穗銀行荻窪支店
- 里索那銀行荻窪支店
- 三井住友信託銀行荻窪支店
- 荻窪郵便局（日语：荻窪郵便局）
  - 郵貯銀行荻窪店
- 西武信用金庫（日语：西武信用金庫）荻窪支店
- 東京中央農協杉並中野支店
- 新星堂（日语：新星堂）本社
- 杉並公會堂（日语：杉並公会堂） - 近西口。
- 天沼弁天池公園（日语：天沼弁天池公園 (杉並区)）
  - 杉並區立鄉土博物館（日语：杉並区立郷土博物館）分館
- 天沼八幡神社（日语：天沼八幡神社）
- 東京衛生醫院（日语：東京衛生病院） - 建地內的基督復臨安息日會天沼教會是荻窪教會通商店街的名稱由來。
- 荻窪稅務署
- 杉並四面道郵便局
- 青梅街道（東京都道4號東京所澤線、東京都道5號新宿青梅線、荻窪站前商店街）
- 環八通（東京都道311號環狀八行線（日语：東京都道311号環状八号線））
- 四面道交差點（青梅街道與環八通的交差點）

### 南口
南口沒有站前廣場，平行線路的區道（南口站前通、都市計畫道路補助131號線）上有巴士站與計程車乘車處。過去由於空間狹窄，常造成交通堵塞，在2005年完成拓寬後，早晚尖峰時刻依然擁擠。該道路拓寬後原先計畫改為雙向通車，但在安全因素以及地方居民的反對之下仍維持單向行駛。
南口跨越區道往商店街側的斑馬線沒有交通號誌，因此有警備員在此指揮交通，但仍有發生交通事故的風險。對此，2004年將東剪票口側地下通道往南延伸穿越區道設置新出入口（南口b）。但由於上行電扶梯僅設於線路側的原南口，仍有許多民眾使用線路側出入口前往商店街方向，因此警備員尚未裁撤。
- 美國運通日本支社
- 三菱東京UFJ銀行荻窪支店
- 東京都立荻窪高等學校（日语：東京都立荻窪高等学校）
- 杉並區杉並保健所
  - 荻窪保健中心
- 杉並區立中央圖書館（日语：杉並区立中央図書館）
- 杉並區荻窪體育館
- 杉並區荻窪地域區民中心
- 荻窪四丁目郵便局
- 杉並區立大田黑公園（日语：大田黒公園）

### 西口
- 環八通（東京都道311號環狀八號線）

#### 北側
- 杉並公會堂
- 荻窪 和之湯（荻窪 なごみの湯）
- 荻窪保齡球館
- 白山神社
- 櫻屋相機（日语：カメラのさくらや）

#### 南側
- Ensemble荻窪（あんさんぶる荻窪）
  - 杉並福祉事務所荻窪事務所
  - 杉並區荻窪北兒童館
  - 杉並區消費者中心
  - 杉並環境情報館
- 杉並兒童相談所
- 荻窪自動車學校
- 東京電力荻窪支社

## 巴士路線
北口可搭乘關東巴士與西武巴士，南口可搭乘關東巴士。

### 北口
2010年10月19日起，圓環內的2、3號乘車處往歩道側移動，排除圓環內行走的危險。

#### 圓環內
未駐記的皆由關東巴士運行。
 0號乘車處
- 荻32：經荻窪警察署（日语：荻窪警察署）前、關町二丁目往武藏關站
- 荻34：經荻窪警察署前、關町二丁目往北裏
- 荻35：經荻窪警察署前、北裏往武藏野大學（僅平日早晨）
- 荻36：經荻窪警察署前、善福寺公園（日语：善福寺公園）往南善福寺
- 荻30：經荻窪警察署前往青梅街營業所（晚上11點以後）

 1號乘車處
- 荻30：經荻窪警察署前往青梅街道營業所

 2號乘車處
- 荻10：經清水三丁目往下井草站
- 西51：經清水三丁目、農藝高校（日语：東京都立農芸高等学校）、今川三丁目往西荻窪站（僅平日）
- 西51-1：經清水三丁目、農藝高校、今川三丁目往青梅街道營業所（僅平日）

 3號乘車處
- 荻04：經日大二高（日语：日本大学第二中学校・高等学校）往阿佐谷營業所
- 荻05：經日大二高往白鷺一丁目
- 荻06：經日大二高、鷺之宮站往中村橋站
- 荻07：經日大二高、鷺之宮站往練馬站

 4號乘車處
- 荻31：往Promenade荻窪（プロムナード荻窪）
- 荻40：經西荻窪站往立教女學院（日语：学校法人立教女学院）

下車處 - 荻11、荻12、荻12-1、荻13、荻14、荻17、荻18系統下車專用

#### 西口青梅街道上
未駐記的皆由西武巴士運行。
 5號乘車處
- 荻12：經清水三丁目往井荻站 ※關東巴士、西武巴士共同運行
- 荻12-1：經井荻站入口往南田中車庫

 6號乘車處
- 荻11：經井荻站入口往石神井公園站南口 ※關東巴士、西武巴士共同運行
- 荻14：經荻窪警察（日语：荻窪警察署）、上井草站往石神井公園站南口
- 荻17：經井荻站入口往練馬高野台站

 7號乘車處
- 荻15：經法務局杉並出張所、上井草站、大泉學園站南口往長久保（日语：大泉学園町）
- 荻15-2：經法務局杉並出張所、上井草站往大泉學園站南口
- 荻18：經法務局杉並出張所往上井草保健中心循環

#### 圓環旁青梅街道上
8號乘車處 - 關東巴士
- 阿02：經日大二高往白鷺一丁目（僅上午）
- 阿05：下車專用
- 深夜中距離巴士：下車專用（銀座、新宿往三鷹）

 9號乘車處
- 荻15、荻15-1、荻15-2：往阿佐谷站 ※西武巴士
- 阿05：經阿佐谷站往白鷺一丁目（僅白天） ※關東巴士

### 南口
全為關東巴士。
 1號乘車處
- 荻51：經川南往Chaleureux荻窪（シャレール荻窪）
- 荻53：經柳窪往五日市街道營業所（深夜巴士）

 2號乘車處
- 荻60：經荻窪四丁目往宮前三丁目

 3號乘車處
- 荻53：經柳窪往五日市街道營業所
- 荻56：經柳窪往日本年金機構（日语：日本年金機構）入口

 4號乘車處
- 荻54：經柳窪、高井戶站往蘆花公園站
- 荻58：經柳窪、高井戶站、蘆花公園站、千歲烏山站往北野

## 其他
- 4號線月台西荻窪側有個反射鏡，是中央線有段時間時常發生跳軌意外索設置。由於這裡是月台尾端，且在通往剪票口的樓梯後方，是一般人的視線死角，因此成為跳軌的高危險地點。這面鏡子的設置是希望「由自己與他人的視線勸阻自殺的想法」。另外，月台亦有接近警示音與喇叭。2009年7月31日，為防止自殺，月台端部設置藍色螢光燈[13]，之後設置藍色LED照明燈。
- 本站其實是請願站。甲州鐵道當初並未計畫設站[14]。
- 1990年代後半，丸之內線曾有本站往埼玉縣朝霞站方向延伸的構想。

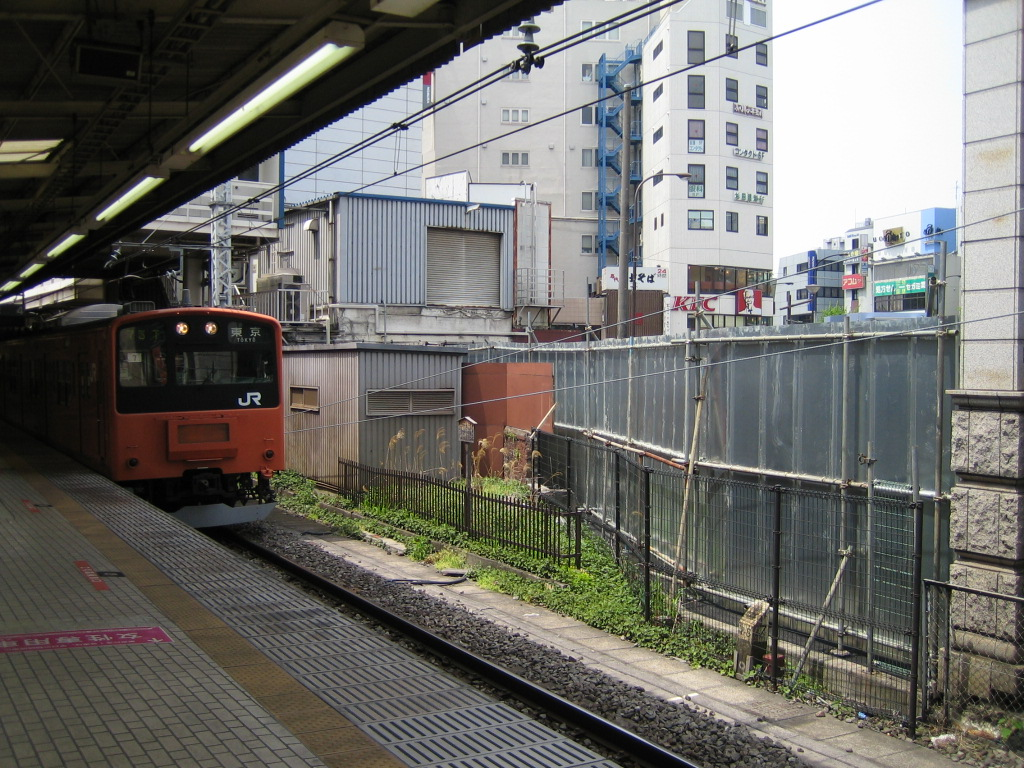
2010年左右種植的荻。

- 中央線快速上行線線路旁種植「荻窪」地名由來的荻。
- 隨著通勤五方面作戰的中央線複複線化，中央線快速車站多改建為高架車站，但荻窪站依然為地面車站。這是由於荻窪站東側有座跨越中央線的天沼陸橋因此無法高架化[15]。
- 發車音樂如下：
  - 1號線：JRSH2-1
  - 2號線：JRSH1
  - 3號線：Gotadelvient
  - 4號線：Watercrown

3號線的發車音樂較長，平日難以聽到完整音樂。

## 相鄰車站
東日本旅客鐵道
 中央線（快速）
■通勤特快、■中央特快、■青梅特快
通過
■通勤快速（下行）、■快速（星期六、日及假期）
中野（JC 06）－荻窪（JC 09）－吉祥寺（JC 11）
■快速（平日下行高尾方向視作「各站停車」）
阿佐谷（JC 08）－荻窪（JC 09）－西荻窪（JC 10）
 中央·總武線（各站停車）、直通 東西線
阿佐谷（JB 05）－荻窪（JB 04）－西荻窪（JB 03）
東京地下鐵
 丸之內線
荻窪（M 01）－南阿佐谷（M 02）

## 外部連結
- 車站資訊（荻窪）：東日本旅客鐵道
- 荻窪/M01 | 路線・車站資訊 | 東京地下鐵